# Berenjena de Almagro
Berenjena de Almagro, l'aubergine d'Almagro est à la fois: 
- un cultivar d'aubergine spécialité d'Almagro, province de Ciudad Real, au centre de la communauté autonome de Castille-La Manche,
- un mode de conservation du fruit immature, confit au vinaigre aromatisé de cumin, d'ail et de paprika, et aussi farci de poivron,
- une préparation gastronomique en conserve vendue et appréciée en Espagne comme tapa.

L'aubergine d'Almagro bénéficie du label de qualité européen d'Indication Géographique Protégée depuis 1994, enregistrement le 17 décembre 1996.

## Histoire
L'origine remonterait aux jardiniers arabo-andalous du Moyen Âge. L'anonyme andalou utilise comme garniture d'un plat de viande mijoté (la Muṯallaṯah persane L.262) une aubergine épluchée et bouillie, que l’on met dans l’eau froide et que l’on arrose de vinaigre. Il condimente ses aubergines selon ʼIbn Muṯannā qu'il fait préalablement bouillir du vinaigre, du garum, de l'huile d'olive, du safran, du cumin et de la cannelle de Ceylan, plat qui se conserve à son dire. El Razi célèbre médecin arabe dit que l'aubergine «brûle le sang et fait naître des pustules dans la bouche à moins qu'on ne le fasse cuire avec du vinaigre». Un proverbe du XVIIe siècle évoque l'abondance d'aubergines dans la ville d'Almagro : « À Almagro, des aubergines en tombereau ». La production de masse des aubergines d'Almagro au vinaigre commence en 1940.
Des travaux universitaires ont montré des singularités génétiques et nutritives (teneur en polyphénols la plus élevée des aubergines, niveau important d'acide chlorogénique).

## IGP
- Zone de production et de transformation (163 101 ha[8] dont 49 ha de culture) couvre les municipalités de Aldea del Rey (la moitié de la production totale), Almagro, Bolaños de Calatrava, Calzada de Calatrava, Granátula de Calatrava, Valenzuela de Calatrava et Viso del Marqués. Le sol argilo-calcaires est volcanique[9],
- Régulateur: Consejo Regulador de la I.G.P. Berenjena de Almagro. 13260 Ciudad Real

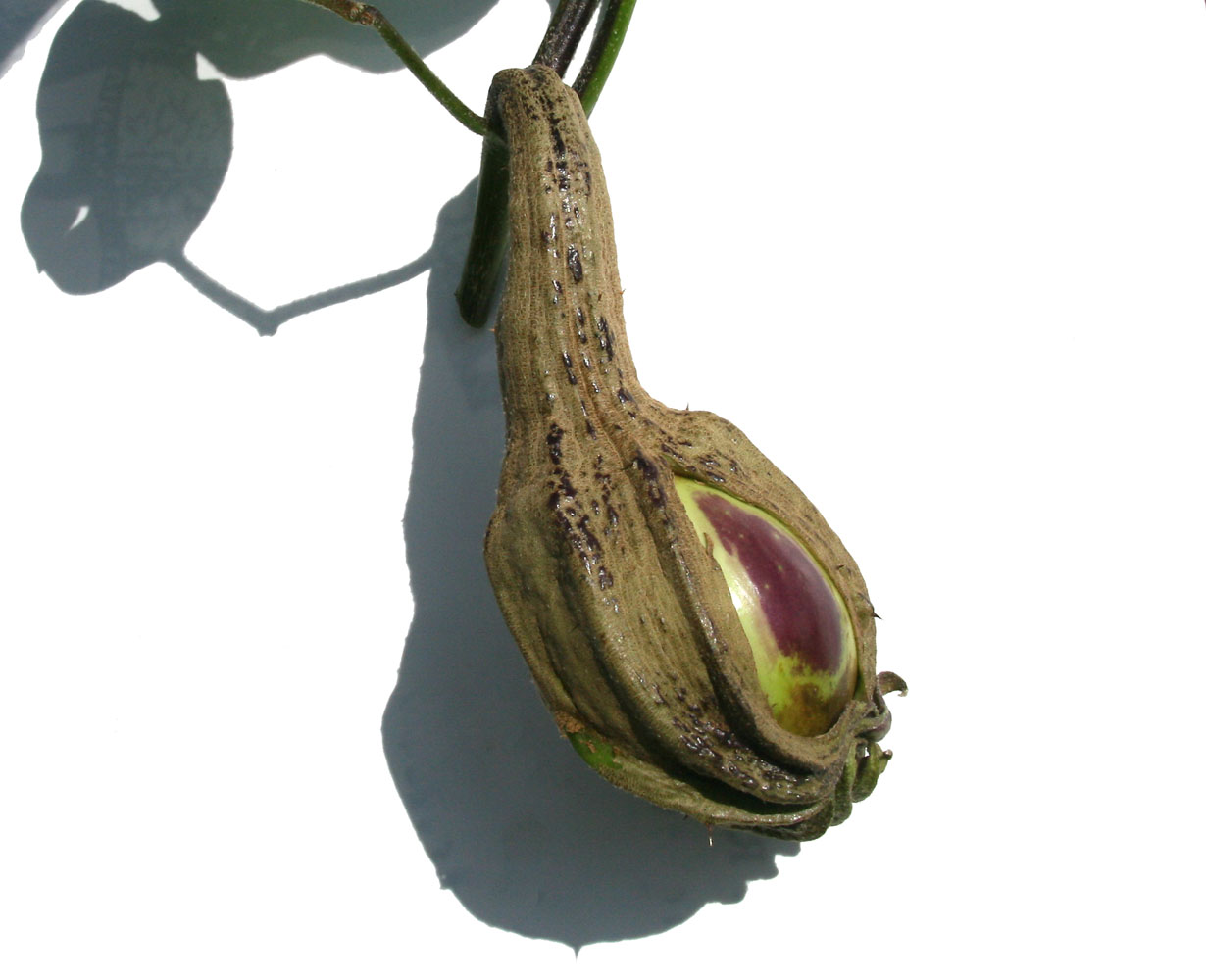
aubergine d'Almagro

Les plantes sont obtenues par semis, la récolte du petit fruit immature (diamètre maximum 4,5 cm) est précoce: de juillet à septembre. Le cultivar est nommé Solanum Melongena, var. 'Dealmagro', variété inscrite sous le numéro 20060251 du Registre officiel des variétés commerciales du ministère de l'Environnement et du Milieu rural. La densité de plantation est 25 000 plantes/ha.
La mise en conserve se fait dans la zone de l'IGP, elle commence par le nettoyage (éliminer les épines), une cuisson de 5 à 20 min, l'ajout d'une sauce dans laquelle a lieu une fermentation pendant 4 à 15 jours. Cette sauce est composée de vinaigre, d'huile végétale, de sel, de cumin, d'ail, de paprika et d'eau. Il existe 4 présentations: 
- Aliñadas: assaisonnées fruits entiers avec bractées et pédoncule,
- Embuchadas: farcies avec du poivron (Embuchadas con pasta de pimiento: incisée et fourrée de purée de poivron[13]) ou de la pâte de piment,
- Troceadas: hachées,
- Cogollos: en bourgeons, fruits sans bractées ni pédoncule[14].

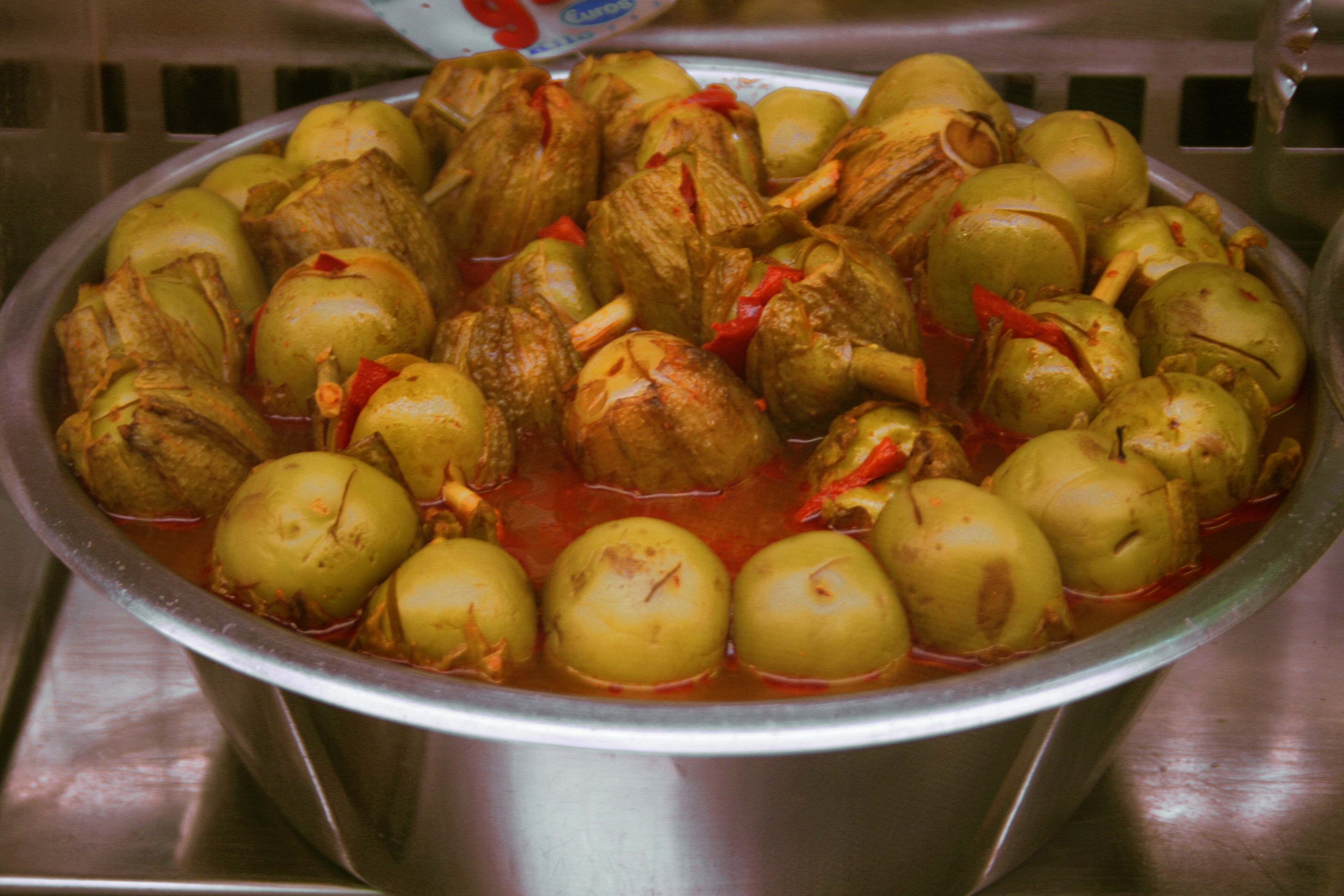
Aubergines d'Almagro farcies aux poivrons fermées avec une branche de fenouil

La Feria de la Berenjena en Almagro se tient à Almagro (Ciudad Real) irrégulièrement.
La production récoltée était de 1 400 t en 2015, 1 900 t en 2017.

## Le service des aubergines d'Almagro
Une partie du pédoncule est conservée, elle sert à saisir l'aubergine confite qu'on mange en une ou deux bouchées. Les consommateurs les préfèrent petites ou moyennes, Lactobacillus plantarum donne des aubergines d'Almagro fermentée avec des propriétés organoleptiques appréciées par les panélistes. La texture agréablement fondante dépend du moment de la récolte, de la durée de la cuisson et de la fermentation.
Comme tapas on les mange directement avec les doigts, sur des tartines, en brochette avec des anchois, en salade, en garniture de viande.

### Aspect nutritionnel
Le Département de la Santé de Castille-La Manche a fait état (2024) de divers recherches académiques locales (in vitro) sur les effets présumés des polyphénols et de l'acide chlorogénique de l'aubergine d'Almagro sur certaines cellules cancéreuses.

### liens externes
- Cahier des charges, dans les spécialités espagnoles
- Photos de la Feria 2015